# Kernen Omloop Echt-Susteren
A Kernen Omloop Echt-Susteren é uma competição de ciclismo profissional de um dia que se disputa nos Países Baixos.
Criou-se em 2008 como uma corrida amador; e em 2009, depois de um ano sem disputar-se, passou a ser parte do UCI Europe Tour, na categoria 1.2 (última categoria do profissionalismo).

## Palmarés
Em amarelo: edição amador.
| Ano  | Ganhador          | Segundo              | Terceiro             |
| ---- | ----------------- | -------------------- | -------------------- |
| 2008 | Rik Kavsek        | Hans Bloks           | Sander Oostlander    |
| 2009 | Não se disputou   | Não se disputou      | Não se disputou      |
| 2010 | Peter Schulting   | Michael Schweizer    | Wesley Kreder        |
| 2011 | Andris Smirnovs   | Jonas Ahlstrand      | Jetse Bol            |
| 2012 | Daniel Hoelgaard  | Daniel McLay         | Tino Thömel          |
| 2013 | Dylan Groenewegen | Tino Thömel          | Wim Stroetinga       |
| 2014 | Phil Bauhaus      | Patrick Clausen      | Remco te Brake       |
| 2015 | Max Walscheid     | Stan Godrie          | Johim Ariesen        |
| 2016 | Daan Meijers      | Nathan Van Hooydonck | Jan-Willem Van Schip |
| 2017 | Robbert de Greef  | Morten Hulgaard      | Stijn De Bock        |

## Palmarés por países
| País          | Vitórias |
| ------------- | -------- |
| Países Baixos | 5        |
| Alemanha      | 2        |
| Noruega       | 1        |
| Letônia       | 1        |